# Ben Osmo
Ben Osmo é um sonoplasta estadunidense. Venceu o Oscar de melhor mixagem de som na edição de 2016 por Mad Max: Fury Road, ao lado de Chris Jenkins e Gregg Rudloff.